# Empate (xadrez)
No xadrez, há uma série de maneiras pelas quais um jogo pode terminar empatado, nenhum jogador ganhando. Os sorteios são codificados por várias regras do xadrez, incluindo o impasse (quando o jogador a se mover não está em xeque, mas não tem nenhum movimento legal), repetição tripla (quando a mesma posição ocorre três vezes com o mesmo jogador para se mover) e a regra de cinquenta movimentos (quando os últimos cinquenta movimentos sucessivos feitos por ambos os jogadores não contêm nenhum movimento de captura ou peão). De acordo com as regras padrão da FIDE, um empate também ocorre em uma posição morta (quando nenhuma sequência de movimentos legais pode levar ao xeque-mate), mais comumente quando nenhum jogador tem material suficiente para dar xeque-mate ao oponente.
A menos que as regras específicas do torneio proíbam, os jogadores podem concordar com um empate a qualquer momento. Considerações éticas podem tornar um empate incomum em situações em que pelo menos um jogador tem uma chance razoável de ganhar. Por exemplo, um empate poderia ser chamado após um ou dois lances, mas isso provavelmente seria considerado antiesportivo.
No século 19, alguns torneios, notavelmente Londres 1883, exigiam que os jogos sorteados fossem repetidos; no entanto, descobriu-se que isso causava problemas organizacionais devido ao backlog. Agora é prática padrão marcar um jogo decisivo como um ponto para o vencedor, e um empate como meio ponto para cada jogador.